# Lijst van Waalse ministers van Erfgoed
Dit is een lijst van ministers van Erfgoed in de Waalse regering. 

## Lijst
| Nr.                                | Minister | Minister                    | Partij | Partij      | Begin             | Einde             | Regering(en)                    |
| ---------------------------------- | -------- | --------------------------- | ------ | ----------- | ----------------- | ----------------- | ------------------------------- |
| 1                                  |          | Robert Collignon (1943)     |        | PS          | 30 oktober 1993   | 25 januari 1994   | Spitaels                        |
| 2                                  |          | André Baudson (1927-1998)   |        | PS          | 25 januari 1994   | 20 juni 1995      | Collignon I                     |
| (1)                                |          | Robert Collignon (1943)     |        | PS          | 20 juni 1995      | 12 juli 1999      | Collignon II                    |
| vacant (12 juli 1999-19 juli 2004) |          |                             |        |             |                   |                   |                                 |
| 3                                  |          | Michel Daerden (1949-2012)  |        | PS          | 19 juli 2004      | 20 juli 2007      | Van Cauwenberghe II, Di Rupo II |
| 4                                  |          | Jean-Claude Marcourt (1956) |        | PS          | 20 juli 2007      | 15 juli 2009      | Demotte I                       |
| 5                                  |          | Benoît Lutgen (1970)        |        | cdH         | 15 juli 2009      | 15 december 2011  | Demotte II                      |
| 6                                  |          | Carlo Di Antonio (1962)     |        | cdH         | 15 december 2011  | 22 juli 2014      | Demotte II                      |
| 7                                  |          | Maxime Prévot (1978)        |        | cdH         | 22 juli 2014      | 28 juli 2017      | Magnette                        |
| 8                                  |          | René Collin (1958)          |        | cdH         | 28 juli 2017      | 13 september 2019 | Borsus                          |
| 9                                  |          | Valérie De Bue (1966)       |        | MR          | 13 september 2019 | 15 juli 2024      | Di Rupo III                     |
| 10                                 |          | Valérie Lescrenier (1979)   |        | Les Engagés | 15 juli 2024      | heden             | Dolimont                        |